# Hydrophorus parvisetus
Hydrophorus parvisetus är en tvåvingeart som beskrevs av Negrobov 1977. Hydrophorus parvisetus ingår i släktet Hydrophorus och familjen styltflugor. Inga underarter finns listade i Catalogue of Life.